# イワン・ワトキンス

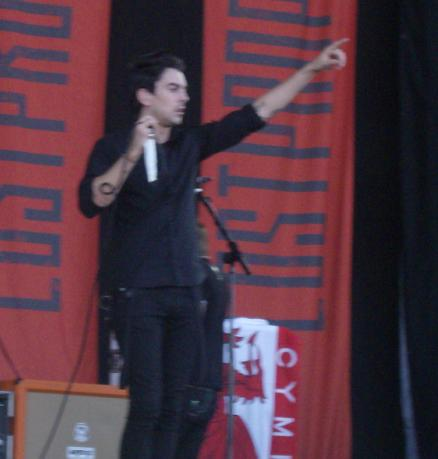
2007年のワトキンス

イアン・ワトキンス（Ian David Karslake Watkins、1977年7月30日 - )は、イギリスの元歌手、有罪判決を受けた性犯罪者である。ロックバンド・ロストプロフェッツのボーカルとして名を馳せたが、2013年に児童に対する複数の性犯罪で有罪判決を受け、懲役35年を言い渡された。

## 経歴

### 若いころ
マーサー・ティドフィルで生まれ、後にポンティプリッドに移り、バンド仲間であるマイク・ルイスと共にホーソーン高校に通った。その後ニューポートウェールズ大学でグラフィックデザインの学位を取得し、 一流の栄誉で卒業した 。  

### 音楽活動キャリア
ロックとメタル音楽を通じて友情を深めたワトキンスとルイスは、1991年にスラッシュメタルバンド、Aftermathを結成。2年間で2つのライブ出演を行ったが、その後Aftermathを脱退してバンド仲間であるリー・ゲイズと一緒にアメリカのハードコア・パンクに基づいた新バンド、Fleshbindを結成した。フィーダーをサポートするものを含むいくつかのショーで演奏したが、バンドは短命に終わった。  
1995年に結成されたPublic Disturbanceと呼ばれるハードコアバンドでドラマーとして活動していたマイク・ルイスと再会。この頃までに、ワトキンスとゲイズはFleshbindを離れて、1997年5月にPublic Disturbanceと一緒にライブデビューした自身のバンドであるロストプロフェッツを結成していた。 

## 性犯罪

### 逮捕
2012年12月19日に、ワトキンスは1歳の少女との性的活動に関与する陰謀及び子どものわいせつな画像の所有と配布の容疑で起訴された。
同年12月31日に、彼はブリジェンドのHM刑務所公園からのビデオリンク経由でカーディフクラウンコートに出廷し、2013年3月11日まで拘留された。裁判は5月まで延期され、裁判の日付は7月15日に設定された。 6月3日の公聴会で、彼はビデオリンクを介して請求を拒否した。
彼の法廷弁護士は、ワトキンスは告発を否定すると述べた。
6月6日に、裁判は11月25日に開始され、1か月続くと発表がなされ、裁判地のウェールズ外への移動申請は拒否された。
11月26日、ワトキンスは、13歳未満の子供に対するレイプ未遂と性的暴行の罪を認めたが、レイプの罪は認めなかった。これは検察に受け入れられる。彼はさらに子どもを巻き込んだ性的暴行の3つのカウント、子どものわいせつな画像の撮影、作成、または所持を伴う6つの性的暴行と、動物に対する性行為を伴う極端なポルノ画像を所持する罪を認めた。  ワトキンスの犠牲者には男の子が含まれ 、彼はその母親にテキストメッセージを送信「あなたの赤ちゃんもそうです」と言ったという。
サウスウェールズ警察のコードネーム「Operation Globe」のワトキンスに対する調査では GCHQと協力してラップトップの隠されたドライブを解読する必要があったが  罪のある訴えが検察に受け入れられた翌日の11月27日、ワトキンスは、HM刑務所から女性ファンへの電話の録音で、性犯罪を「メガロルツ」と呼んでいたという。 

### 警察の苦情
2016年夏に発行された独立警察訴状委員会（IPCC）の調査レポートは、サウスウェールズ郡の3人の探偵が2008年以降のワトキンスによる虐待の申し立てに応じなかった場合、懲戒処分に直面するべきであるとした。
さらに2017年8月に公開されたIPCCレポートでは、2008年から2012年にかけて、ワトキンズの行動に関する報告に基づいて警察が何度も失敗し、ワトキンズには「多くのファンと元ガールフレンドが調査したときに虚偽であるという主張」をとしている。
レポートの結論：。 

### 刑務所での携帯電話の所持
2018年3月、ワトキンスは肛門に隠していた携帯電話を発見された 。
ワトキンスは「刑務所での携帯電話の所持」の罪に対して罪を認めたが他の囚人が彼を脅し、電話を隠すように強要したと主張。しかし、2019年8月にリーズのクラウンコートで5日間の裁判を行った後、ワトキンスは有罪判決を受け、さらに10ヶ月の禁固刑を宣告された。    

### バンド解散とメンバーの反応
2013年10月1日、ロストプロフェッツはワトキンスを除くメンバーたちが、Facebook上で解散を発表し、「以後バンドとしての演奏も作曲も一切行わない」と公言した。彼らはこれらの事件ついて「傷つき、怒り、吐き気を催している」とした上で、ワトキンスは常に気難しい人物で、バンドの最後の数年に到っては彼との共同作業が困難ではあったものの彼の行為については「全く想像もしていなかった」と一切関知していなかったとしている。

## ディスコグラフィー
Public Disturbance
- 4-Way Tie Up (1997)
- UKHC Compilation (1997)
- Victim of Circumstance (1998)

Lostprophets
- The Fake Sound of Progress (2000)
- Start Something (2004)
- Liberation Transmission (2006)
- The Betrayed (2010)
- Weapons (2012)